# Математика лутрије
Под математиком лутрије подразумева се израчунавање вероватноћа у лутријским играма. Код нас се у игри Лото најчешће извлачи 7 од 39 бројева, на западу 6 од 49.

## Лотоm= 7 одn= 39
Када бирамо 7 од 39 елемената неког скупа, на прво место можемо ставити један од 39 елемената, на друго место један од 38, на треће место један од 37, на четврто један од 36, па један од 35, један од 34 и на седмо место један од 33 елемента. Таквих 7-чланих низова има укупно 
{\displaystyle V_{7}^{39}=39\cdot 38\cdot 37\cdot 36\cdot 35\cdot 34\cdot 33=77\ 519\ 922\ 480}
варијација. Међутим, све варијације истих елемената, али различитог распореда, чине исту комбинацију. Пермутација 7-чланих низова има укупно 
{\displaystyle 7!=7\cdot 6\cdot 5\cdot 4\cdot 3\cdot 2\cdot 1\cdot =5\ 040,}
што читамо седам факторијел. Пермутације можемо разумети (доказати) на исти начин као и претходне варијације. Према томе, ако различите редоследе истих елемената рачунамо као исту комбинацију, онда се 7 из 39 елемената може бирати на 
{\displaystyle C_{7}^{39}={\frac {V_{7}^{39}}{7!}}=15\ 380\ 937}
начина. Толико има комбинација игра лото 7 од 39.
Уопште, број комбинација игре лото m од n је 
{\displaystyle C_{m}^{n}={\frac {V_{m}^{n}}{m!}}.}
Колико је начина да у игри лото m = 7 од n = 39 погодимо k ∈ {0, 1, 2, 3, 4, 5, 6, 7} бројева?
Можемо погодити k од 7 извучених бројева на Ck7 начина, и можемо погодити осталих 7 - k неизвучених бројева на C7-k39-7 начина. То значи да вероватноћа поготка седмице (свих седам извучених, тј. k = 7), шестице (шест од седам, tj. k = 6), петице (k = 5), ..., нуле (k = 0) износи 
{\displaystyle p(k)={\frac {C_{k}^{7}\cdot C_{7-k}^{32}}{C_{7}^{39}}}.\qquad (1a)}
Уопште, у игри лото m од n ове вероватноће износе 
{\displaystyle p(k)={\frac {C_{k}^{m}\cdot C_{m-k}^{n-m}}{C_{m}^{n}}},\qquad (1b)}
где је k број погодака (0 ≤ k ≤ m). Приметимо да је збир ових вероватноћа један, јер је погађање 0, 1, ..., свих m извучених бројева сигуран догађај. Са друге стране то можемо доказати и помоћу Вандермонтовог идентитета, наиме 
{\displaystyle \sum _{k=0}^{m}p(k)=\sum _{k=0}^{n}{\frac {C_{k}^{m}\cdot C_{m-k}^{n}}{C_{m}^{n}}}={\frac {1}{C_{m}^{n}}}\sum _{k=0}^{n}C_{k}^{m}C_{m-k}^{n-m}={\frac {C_{m}^{n}}{C_{m}^{n}}}=1.}
Ако је у игри лото 7 од 39 укључено бирање допунског 8. броја из истог скупа 1-39, са допунском наградом 6+1 за шест погодака од 7 редовних бројева и (седми) погодак допунског (осмог) броја, тада се вероватноћа p(6) разлаже на две вероватноће p+(6+1) и p+(6). У првом случају, након шестице из редовних 7 бројева, изгледи за погодак осмог броја од преосталих 32 су 1/32. У другом случају, након шестице (од редовних 7), шанса да промашимо осми број је 31/32. Отуда додатне вероватноће у игри 6+1:
{\displaystyle p_{+}(6+1)=p(6)\cdot {\frac {1}{32}},\ p_{+}(6)=p(6)\cdot {\frac {31}{32}}.\qquad (2a)}
Очигледно је p+(6+1) + p+(6) = p(6), што значи да и игра лото 7 од 39 са допунским бројем такође има збир вероватноћа један.
Уопште, у игри лото m од n са допунским m+1. бројем који се даље извлачи из истог скупа бројева 1-n, са наградом за m - 1 погођених од редовних m бројева плус погођен допунски број, потребно је вероватноћу p(m - 1) разложити на два сабирка: p+(m-1, +1) и p+(m-1,0). У првом случају, након m - 1 погодака од m редовно извучених бројева, изгледи за погодак m+1-ог броја од преосталих n - m су 1/(n-m). У другом случају, након m - 1 погодака од m редовних, изгледи за промашај m+1-ог броја су (n-m-1)/(n-m). Према томе, вероватноће у тако додатој игри за допунски број су 
{\displaystyle p_{+}(m-1,+1)=p(m-1)\cdot {\frac {1}{n-m}},\ p_{+}(m-1,0)=p(m-1)\cdot {\frac {n-m-1}{n-m}}.\qquad (2b)}
Опет је очигледно p+(m-1, +1) + p+(m-1,0) = p(m-1), па је и збир свих оваквих вероватноћа један.
То су биле вероватноће простих комбинација. На обичном листићу играч лотоа 7 од 39 може бирати по 7 бројева више пута. За разлику од тога, на системском листићу играч лотоа 7 од 39 бира једном, али више бројева. Ако има свих седам погодака на системском листићу са изабраних s > 7 бројева, може имати и више шестица, петица, итд. Слично, ако има мањи број погодака, на системском листићу може имати додатних још мањих погодака. Када има k od 7 погодака на систему са s бројева, играч има и 7 - k промашаја из преосталих 39 - s бројева. Према томе, вероватноћа да на системском листићу са s бројева играч има k погодака износи 
{\displaystyle p_{s}(k)={\frac {C_{k}^{s}\cdot C_{7-k}^{39-s}}{C_{7}^{39}}}.\qquad (3a)}
Уопште, када на системском листићу игре лото m од n бирамо s бројева, вероватноћа да погодимо k из извучених m је 
{\displaystyle p_{s}(k)={\frac {C_{k}^{s}C_{m-k}^{n-s}}{C_{m}^{n}}}.\qquad (3b)}
Збир свих вероватноћа (3a), као и (3b) мора бити један, јер оне представљају потпун скуп случајних догађаја (какав год да је систем, играч мора имати 0, 1, 2, ..., или свих m = 7 погодака). Са друге стране, лако је проверити да је збир ових вероватноћа један помоћу Вандермонтовог идентитета.